# ダーリング崖

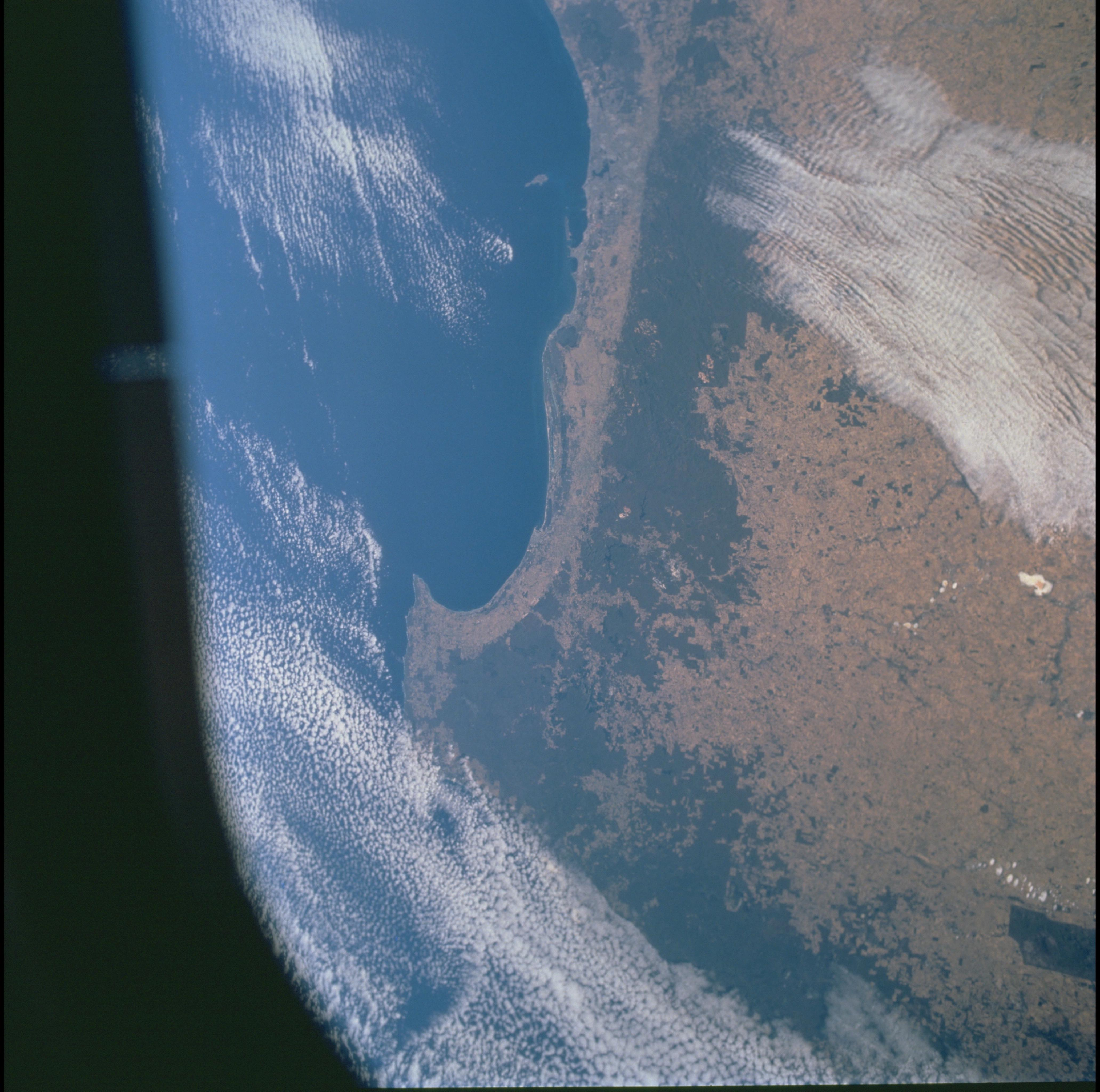
ダーリング崖、スワン川、パースの映像。Image Science and Analysis Laboratory, NASAより。

ダーリング崖（Darling Scarp）は、オーストラリア西オーストラリア州パースの東を南北に走る低い崖である。

## 歴史
この場所についての最初の記述は1830年代の地図に見える「ダーリングズ将軍山脈（General Darlings Range）」である。これは後にダーリング山脈（Darling Range）になり、20世紀に入ってからダーリング崖と呼ばれるようになった。この場所が山脈でなく崖であると分かってからも20世紀末まではダーリング山脈という名前がつけられていた。ここを「パースヒル」とか「ヒル」という名前で呼ぶことも多かった。
1830年代、ダーリング崖を横断した探検家として一般に知られるのはエンザイン・デールであるが、彼はギルドフォードから出発して、グリーンマウントヒルの南側へ向かい、ヘレナ谷を通過したと考えられている。

## 地質

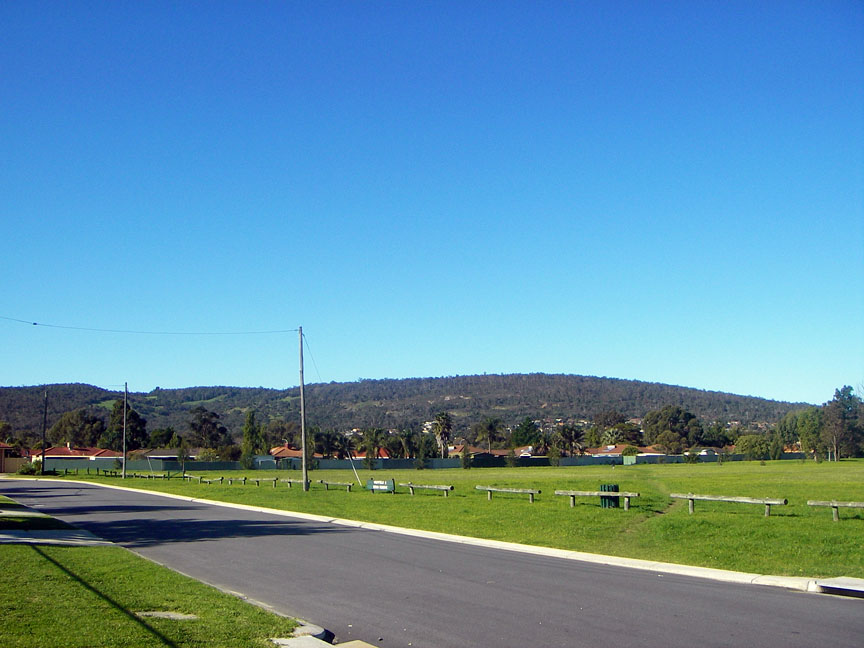
ケルムスコットからのダーリング崖

ダーリング崖は古代の断層で、パースの堆積盆と大陸内陸の安定陸塊を分断している。すなわち、西にある顕生界の時の堆積物を東のイルガーンクラトンから分けている。堆積物で埋もれてはいるが、断層の存在は地球物理学的な証拠となって残っている。ダーリング断層は1,000kmにもおよび、西側が沈下して最高15kmの落差が見られる。イルガーンクラトンの太古代の花崗岩と片麻岩がパース台地の周りの高地を形成している。
パース堆積盆はパースの直下の第三層と第四層で、貝殻を豊富に含んだコキーナ（貝殻とサンゴの破片で出来た石灰岩）とトラバーチン（平行な縞状の構造を持つ多孔質の石灰岩）と石灰岩を含んでいる。パースは最終氷期の鮮新世から更新世の間に出来た砂丘の上にある。
堆積盆は沖では侵食された石灰岩と砂状の石灰岩がケスタとなり、海面下の岩礁を形成している。

## 気候への影響
しばしば気象庁は丘陵地域とスワン海岸平野とで違う天気予報を出す。
暑い夏は、崖を越える強い東風が発生することが多く、パース空港を離着陸する飛行機にとって深刻な問題になる。1999年にはダーリング崖を越えようとする風がうねることで乱気流（ウィンド・シア）が発生し、滑走路から着陸中のボーイング747の片方のエンジンが滑走路に衝突し、破壊されるという事故が起こった。

## 土地利用
ダーリング崖はここ100年間、採石、林業、ボーキサイト採掘として利用されてきた。高品質のジャラ（オーストラリア西部に生息する木）の森林があるため、材木を運ぶ広大な鉄道と工場、そこで働く人々のコミュニティーが存在していた。

## 水事情
20世紀初め、ダーリング崖を流れる川の大部分は水確保のためダムが設置された。南西ヤラガディー帯水層を始めとして、パース堆積盆にある種々の帯水層の東限がダーリング崖である。この崖はパース堆積盆の淡水の地下水とイルガーンクラトンの高塩分の地下水を隔てている。崖に沿って建設したダムは水に花崗岩から漏れる塩水が混じってしまうため、水の質を維持するために定期的な洗浄が必要となっている。

## 採石場
崖の端では20世紀初期から半ばごろ、多くの採石場があった。ヘレナ川が流れる地域にまだ4つの採石場があるのがわかるが、50年以上使われていない。崖の西側にこれ以上はっきり見える傷を作らないために、採石場の開発は20世紀末に法的に制限された。
20世紀末、広大なジャラ林にボーキサイトの鉱床があることが分かったが、鉱山開発反対の抗議が様々なところから起こり、政府と鉱山開発者は開発の提案をやめる事になった。